# Steven Pienaar
Steven Jerome Pienaar (Joanesburgo, 17 de março de 1982) é um ex-futebolista sul-africano que atuava como meia.
Ele jogou a Copa do Mundo de 2002 com apenas 20 anos. Também disputou com a Seleção Sul-Africana a Copa das Nações Africanas de 2008, a Copa das Confederações de 2009 e a Copa do Mundo de 2010.

## Carreira

### Ajax Cape Town
Nascido em Joanesburgo, Província de Transvaal, África do Sul, Steven Pienaar começou sua carreira profissional no Ajax Cape Town que ficava distante cerca de 1400 km de sua casa. Ele chamou a atenção do time enquanto jogava por uma Escola de Excelência e foi chamado para se juntar na Ajax Cape Town's youth academy.
O atleta trabalhou com o técnico holândes Leo van Ven que o ajudou na melhoria de sua técnica e o preparou para os jogos. Neste início de carreira Steven Pienaar conquistou seu primeiro título como futebolista que foi a Rothman's Cup quando venceu o Orlando Pirates por 4 a 1 e que ainda foi seu último jogo pelo clube da África do Sul.

### Ajax Amsterdã
Aos 18 anos de idade, ele foi para a Holanda em janeiro de 2001 mas não fez a sua estreia na Eredivisie o que foi acontecer apenas em 24 de fevereiro de 2002 na vitória por 1 a 0 sobre o NAC Breda. Ele foi um dos jogadores mais importantes do Ajax que conquistou o campeonato nacional em 2002 e 2004.

### Borussia Dortmund
Em janeiro de 2006 o Borussia Dortmund contratou Pienaar, com o intuito de substituir Tomáš Rosický e assim teve a oportunidade de vestir a camisa 10, mas acabou tendo problemas com os outros jogadores do clube.

### Everton
Pienaar se juntou ao Everton por empréstimo para a temporada 2007-08 e em abril de 2008 ele foi em definitivo para o time inglês. Sua estreia foi no dia 11 de agosto de 2007 na vitória de 2 a 1 sobre o Wigan e seu primeiro gol foi contra o Middlesbrough em 30 de setembro e sua equipe saiu vitoriosa desse confronto. Mesmo perdendo 11 partidas por causa de uma contusão, Pienaar foi eleito o jogador da temporada pelos torcedores do clube.

### Tottenham Hotspur
Em janeiro de 2011 se transferiu para o Tottenham Hotspur assinando um contrato de quatro anos. Seu primeiro jogo foi no empate de 1 a 1 com o Newcastle United.

### Everton
Com poucas chances no Tottenham, retornou ao Everton na janela de transferências do mês de janeiro de 2012, inicialmente por empréstimo. Ao fim do período emprestado, em julho, o Everton optou por contratá-lo em definitivo por 4,5 milhões libras.

### Sunderland
Em agosto de 2016, Pienaar acertou com o Sunderland.

### Seleção Nacional
Sua carreira na seleção de seu país começou na seleção Sub-17 e sua estreia foi na vitória de 2 a 0 sobre a seleção da Turquia. E desde de 2002 ele já marcou 2 gols pela seleção principal da África do Sul e chegou a participar das edições da Copa do Mundo FIFA de 2002 e 2010.

#### Gols marcados
|    | Data                | Local                      | Resultado | Adversário     | Gols | Competição                                    |
| -- | ------------------- | -------------------------- | --------- | -------------- | ---- | --------------------------------------------- |
| 1. | 03 de julho de 2004 | Joanesburgo, África do Sul | 2-0       | Burquina Fasso | 1    | Eliminatórias para Copa do Mundo FIFA de 2006 |
| 2. | 26 de março de 2005 | Joanesburgo, África do Sul | 2-1       | Uganda         | 1    | Eliminatórias para Copa do Mundo FIFA de 2006 |

## Títulos
Ajax Cape Town
- Rothman's Cup: 2000

 Ajax
- Campeonato Holandês: 2001-02, 2003-04
- Copa da Holanda: 2001-02, 2005-06
- Supercopa da Holanda: 2002, 2005

### Prêmios individuais
- SAFA Player of the Year: 2009
- Everton Player of the Season: 2009-10
- Ajax Cape Town Young Player of the Season: 2000